# Marquesado de Huétor de Santillán
El marquesado de Huétor de Santillán es un título nobiliario español creado por el rey Felipe IV en favor de María de Bazán y Benavides Dávila, hija de Francisco de Benavides de la Cueva y Dávila —VII conde de Santisteban del Puerto—, el 2 de abril de 1661. Su nombre hace referencia al municipio de Huétor Santillán, en la provincia de Granada.
El título fue rehabilitado en 1916 por Alfonso XIII, quien lo concedió a Ramón Díez de Rivera y Casares. Su actual titular es Alfonso Díez de Rivera y de Elzaburu.

## Marqueses de Huétor Santillán
|                                 | Titular                           | Periodo                |
| Creación por Felipe IV          | Creación por Felipe IV            | Creación por Felipe IV |
| ------------------------------- | --------------------------------- | ---------------------- |
| I                               | María de Bazán y Benavides Dávila | 1661-¿?                |
| Rehabilitación por Alfonso XIII |                                   |                        |
| II                              | Ramón Diez de Rivera y Casares    | 1916-1957              |
| III                             | Alfonso Diez de Rivera y Hoces    | 1958-1998              |
| IV                              | Alfonso Diez de Rivera y Elzaburu | 1998-hoy               |

## Historia de los marqueses de Huétor de Santillán
- María de Bazán y Benavides Dávila, I marquesa de Huétor de Santillán y XI señora de la villa homóloga.[1]

Casó en Madrid (Real Capilla) el 2 de abril de 1661 (el mismo día de la concesión del título) con Diego Pedro Fernández de Córdoba y Alonso-Pimentel, consejero de Indias, presidente del Consejo de Órdenes, caballero de la Orden de Alcántara y de Santiago, gentilhombre de la cámara del rey sin ejercicio. No hubo descendientes de esta unión.
En el año 1916, por rehabilitación de Alfonso XIII, sucedió:
- Ramón Díez de Rivera y Casares (1900-1957), II marqués de Huétor de Santillán, I marqués pontificio de Valeriola y almirante de la Armada. Era hijo de Ildefonso Díez de Ribera y Muro y de su esposa Ramona Casares y Bustamante, así como hermano mayor de Ildefonso Díez de Ribera y Casares, II marqués de Valterra.

Se casó con María Purificación de Hoces y Dorticós-Marín, hija de José Ramón de Hoces Losada González de Canales y Fernández de Liencres, II duque de Hornachuelos, y de su segunda esposa Graciela Dórticós-Marín y León. Le sucedió su hijo:
- Alfonso Díez de Rivera y de Hoces (m. 1998), III marqués de Huétor de Santillán, V conde de Sanafé[6][7] III conde de Biñasco,  y teniente de navío.

Casó con María del Carmen de Elzaburu y Márquez, hija de los IV marqueses de las Claras y III marqueses de la Esperanza.
- Alfonso Diez de Rivera y de Elzaburu, IV marqués de Huétor de Santillán[8] VI conde de Sanafé,[9][7] y IV conde de Biñasco.[10][7]

Casó con Olimpia Cotoner y Vidal, XV marquesa de Villamayor de las Ibernias, hija de Íñigo Alfonso Cotoner y Marcos, XXIII marqués de Mondéjar.